# Celso Ribeiro Bastos
Celso Seixas Ribeiro Bastos (1938 — São Paulo, 8 de maio de 2003) foi um jurista brasileiro, respeitado  constitucionalista e tributarista.

## Biografia
Doutor e livre docente em Direito Constitucional pela Pontifícia Universidade Católica de São Paulo, foi professor de Direito Constitucional e Direito das Relações Econômicas Internacionais do curso de pós-graduação e responsável pela coordenação do programa de pós-graduação em Direito Constitucional e Direito das Relações Econômicas Internacionais da mesma instituição. Estudou por dois anos na Universidade de Paris.
Era membro do Conselho de Estudos Jurídicos da Federação do Comércio do Estado de São Paulo e da diretoria da Academia Internacional de Direito e Economia. Foi Diretor Geral do Instituto Brasileiro de Direito Constitucional e Procurador do Estado de São Paulo.
Foi um dos fundadores do Instituto Brasileiro de Direito Constitucional e da Revista de Direito Constitucional e Internacional, editado pela Revista dos Tribunais.
Sofria de leucemia, falecendo no dia 8 de maio de 2003, aos 64 anos, no Hospital da Beneficência Portuguesa de São Paulo.

## Prêmios e honrarias
Foi homenageado pelo Presidente da República com o grau de Comendador proposto pelo Conselho da Ordem do Rio Branco, em 29 de abril de 1992. Em 30 de abril de 1998, foi novamente homenageado pelo Presidente da República com o grau de Grande Oficial da Ordem do Rio Branco.

## Obras
Escreveu inúmeros artigos e publicou 15 livros sobre Direito, dentre as quais destacam-se:
- Curso de Direito Constitucional
- Comentários à Constituição do Brasil, em co-autoria com o Prof. Ives Gandra Martins
- Curso de Direito Financeiro e Tributário
- Curso de Direito Constitucional;
- Curso de Direito Administrativo
- Curso de Teoria do Estado e Ciência Política
- Hermenêutica e Interpretação Constitucional